# スーパーストリートファイターIV
『スーパーストリートファイターIV』（スーパーストリートファイターフォー、SUPER STREET FIGHTER IV、通称：スパIV）はカプコンから2010年4月28日にPS3/Xbox 360用ソフトとして発売された対戦型格闘ゲームであり、『ストリートファイターIV』をベースに追加要素を加えた作品である。
また、2010年12月16日には、アーケード版である『スーパーストリートファイターIV アーケードエディション』（スーパーストリートファイターフォー アーケードエディション、SUPER STREET FIGHTER IV ARCADE EDITION、通称：スパIV AE）が稼働を開始したほか、2011年2月26日には、ニンテンドー3DSへの移植版である『スーパーストリートファイターIV 3Dエディション』（スーパーストリートファイターフォー スリーディーエディション、SUPER STREET FIGHTER IV 3D EDITION、通称：スパIV 3DE）が発売された。

## リリース
元々『ストリートファイターIV』（以下『ストIV』）はお祭り的な作品を想定していたが、世界中のプレイヤーからの要望を受け、本作の開発に至った。
タイトルは『ストリートファイターII』（以下『ストII』）の続編『ストリートファイターIIダッシュ』（以下『ストIIダッシュ』）に倣って『ストリートファイターIVダッシュ』になる予定だったが、日本国外での発売を考慮して現在の名前になった（日本国外では『ストII』の続編は『ストIIダッシュ』の名前で発売されておらず、「ダッシュ」という言葉自体にも「速い」というイメージが持たれているため）。
2009年9月28日にティザーサイトが公開され、その翌日の2009年9月29日に本作の製作が発表されると同時に、新規キャラクターのハン・ジュリに加え、『ストII』シリーズのサンダー・ホークとディージェイが登場することが発表された。2010年3月15日には、もう一人の新規キャラクターであるハカンの情報が公開された。そして、本作は2010年4月28日にPS3/Xbox 360用ソフトとして発売された。
2011年2月26日には、ニンテンドー3DSへの移植版である『スーパーストリートファイターIV 3Dエディション』が発売された。この作品は、同ハードのローンチタイトルであると同時に、『スパIV』としては初めての家庭用携帯ゲーム機移植版となる。また、2013年9月19日にダウンロード版『スパIV 3DE』の配信が開始された。

## 内容
ゲーム内のストーリーは『ストIV』の後日談ではなく、『ストIV』を別の視点から見たもの（時間軸は同じ）である。
主な追加要素は以下の通りだが、それ以外にも既存キャラクターの性能の変更や全体のゲームバランスの調整も行われている。
- 新キャラクターや新ステージの追加
- シリーズ恒例の「ボーナスステージ」の復活
- ネットワークを通じて他のプレイヤーの対戦動画を鑑賞できる「リプレイチャンネル」モードの追加
- 「チームバトル」「エンドレスバトル」などのネットワーク対戦モードの充実

新キャラクターは10名が追加され、アーケード版『ストIV』の19名、家庭用『ストIV』の6名を加えキャラクターの総数は35名となった。なお、追加キャラクターに関しては特定の条件を満たしてロックを解除しないと使用不可能だった前作に対し、本作では最初から全てのキャラクターを使用できるようになっている。
Xbox 360版では、新キャラクターの一人であるハン・ジュリを主題としたアニメーションが収録されており、『ストリートファイターZERO3』で設定されたベガ親衛隊たちも登場している。前作のアニメを製作したSTUDIO 4℃がスケジュールの都合で担当できなかったため、今回はGONZOが製作をしている。監督は木﨑文智など『アフロサムライ』を製作した主要スタッフたちが担当。なお、小野は電撃オンラインとのインタビューの中で、Xbox LIVEを盛り上げるためにこのアニメーションの制作を依頼したと話しており、PlayStation 3版には収録するつもりはないとしている。

### 内容（スパIV 3DE）
『スーパーストリートファイターIV 3Dエディション』においては、クォータービュー立体視の「3Dバーサスモード」を収録（従来型の2Dバーサスモードも収録）し、3Dvs2D、3D（2D）同士での対戦も可能。タッチパネルに技を4つまで登録できる初心者向けの機能もある。容量の都合から背景のアニメーションなど一部演出が割愛されているが、それ以外の仕様は同じ。無線によるローカル通信対戦（ダウンロードプレイ対応）とインターネット対戦、すれちがい通信に対応。
プレイなどを通じて「フィギュアポイント」と呼ばれるポイントがたまり、ミニゲーム「フィギュアスロット」でフィギュアと交換できる。また、このフィギュアはニンテンドー3DSのすれちがい通信を用いたオートバトルで対戦させたり、ほかのプレイヤーと交換することができる。
通常の操作体系に加え、3DSに合わせた「PRO」モードと「LITE」モードという操作体系が存在する。「PRO」モードは、『スパIV』操作体系を3DSに落とし込んだようなものであり、全キャラクター共通である。このモードにおいてタッチ画面に登録できるのは、ボタン同時押しなど一部の操作に限られる。一方、「LITE」モードは、「PRO」モードとはボタン配置が異なり、キャラクターごとに個別のカスタマイズができるほか、タッチ画面には必殺技などの任意の技を登録できる。

## 開発
プロデューサーの小野義徳は、Game Watchとのインタビューの中で、アーケード版『ストIV』が開発終了した時点では祭りが終わったと感じていたが、世界中のプレイヤーから多くの要望が寄せられたため、やらないわけにはいかないと感じ、社内ロビー活動の末に限られた人材と期間で開発できるようになったと説明している
ゲームをエンターテインメントとみなした場合は、矢継ぎ早にシリーズの新作を出すと乱発と受け取られるため、ボリュームを付け、ユーザーからの要望に応えるという方針が立てられた。また、アップデート版として買ってもらうべく、価格も低く抑えられた。
アーケード版「ストIV」のコンセプトが同じクラスの者たちが集う「同窓会」、家庭用『ストIV』をひとつ学年の全クラスが集う「同期会」だったのに対し、本作は先輩から後輩まで集まる「校友会」であり、この考えは後述するキャラクター選定にも関連している。

### キャラクター選定（スパIV）
本作はアーケード版を出せないことがすでに決まっていたため、キャラクターの選定は日本国外での人気を基準とした。
加えて、『ストIV』で人選が泥臭すぎるという指摘があったことから、意図的に女性キャラクターを増やす方針がとられた。
『ストII』シリーズを初出としており、準備が進んでいたものの、諸事情で『ストIV』への登場が見送られたサンダー・ホークとディージェイが追加キャラクターとして選ばれた。
アメリカでは『ストリートファイターIII』（以下『ストIII』）の知名度が低いことから、同作のキャラクターを登場させるべきかはぎりぎりまで悩んだと小野は振り返りつつも、一つ上のプレイを目指してほしいという目的から、一部のキャラクターを登場させることにした。ビジュアルにおいては『ストIV』のテイストに合わせる必要があったものの、テストプレイ時に違和感がないという評価が得られ、登場に至った。ただし、『ストIII』の現役プレイヤーに配慮して違和感のないように、かといって『ストIV』から乖離することのないよう、ゲームバランスの調整に当たっては、フォーカステストを重ねるなどして細心の注意が払われた。
本作からの新規キャラクターのうち、テコンドー使いのハン・ジュリはカプコン作品では珍しい韓国出身のキャラクターである。これは、現地のファンから要望を寄せられたことに由来する。小野はジュリのセッティングに当たっては気を使ったと振り返りつつも、ストリートファイターシリーズの次回作で落選されぬよう目立たせたいという考えから、バッシング覚悟で女版ベガというコンセプトで作ったとGame Watchとのインタビューで話している。一方で、小野は現地のメディアからはジュリの衣装やステージが実際の韓国とかけ離れているという指摘が寄せられたと話しており、自分たちなりにエッセンスを取り入れた結果だと述べている。
ヤール・ギュレシュの使い手であるハカンは、『ストIV』ではあえて入れなかった、シリーズらしさを象徴するきわどいキャラクターとして生み出された一方で、性能は玄人向けに調整された。
ジュリとハカンのキャラクターコンセプトデザイン（衣装デザイン）はイラストレーターのStudio CUBE.（岩田将尚、小松亜紗美）によるもの。
また、キャラクターの設定イラストなどは墨のタッチがメインに用いられていた前作に対し、本作ではハッチングタッチ（通称「シャカシャカタッチ」）と呼ばれるハッチング技法をメインに使って描かれている。

### ニンテンドー3DSへの展開
小野達『ストリートファイター』チームはアプリ版『ストIV』の配信準備中で忙しかったが、同作ではまだリーチが届かないと感じていた。その矢先、ニンテンドー3DSを目にした小野は、同ハードの通信機能に着目し、E3で出すつもりで作るという目標を立てた。そして、E3 2010の数週間前に、カプコンは任天堂へ『スーパーストリートファイターIV』でニンテンドー3DSに参入することを伝えた。
小野は3DSのすれちがい通信ならより手軽に格闘ができると考え、その一環として、フィギュア対戦を導入した。また、3DSの歩数計機能と連動できることを伝えられた際は、フィギュアを買うコインを稼ぐ手段として取り入れた。
このほかにも、プレイの間口を広げるため、タッチスクリーンで必殺技を出せるようにするなどの機能が追加された。

## コラボレーション
2010年4月7日〜5月31日までの間、 際コーポレーションは自社が展開する中華料理店「紅虎餃子房」と「万豚記」にて、家庭用『スパIV』発売記念としてオリジナルメニュー「最強のK.O.コラボ飯」を提供した。
また、2011年1月にはカプコンのオンラインゲーム『モンスターハンター フロンティア オンラインG』においては、2011年1月にリュウと春麗をイメージした防具一式「スパIVキット」が登場した。

## 関連商品
ムック本・攻略本
- スーパーストリートファイターIV テクニカルガイド（エンターブレイン出版 2010年5月12日発売 ISBN 978-4-04-726577-6）

書籍
- ストリートファイターIV/スーパーストリートファイターIV オフィシャルコンプリートワークス（カプコン出版 ISBN 978-4-86233-262-2 2010年6月25日発売）

## 反響
PS3/Xbox 360版『スパIV』の全世界累計販売本数は両機種合わせて190万本、2018年6月30日時点における『スパIV 3DE』の全世界累計販売本数は130万本である。
ニュースサイト「GameBusiness」の古谷正人によると、ニンテンドー3DSの性能を活かした新要素が評判となり、格闘ゲームファンだけでなく、新たなユーザ層の掘り起こしにも成功したとされている。

## 評価

### 評価（スパIV）
| レビュアー     | 点数 （PS3版） | 点数 （Xbox 360版） |
| -------------- | -------------- | ------------------- |
| モリガン長田   | 9              | 9                   |
| レオナ海老原   | 9              | 9                   |
| 山本ペンキ     | 9              | 9                   |
| 世界三大三代川 | 8              | 8                   |

Metacriticでの評価は93点だった一方、4Gamer.netの読者レビューにおいては71点だった。4Gamer.netのtougeはその理由について、気軽にオンライン対戦を楽しめる点などが評価されているものの、プレイヤーポイントによるマッチングの補正が不十分であることが原因ではないかと分析している。
また、 tougeは4Gamer.netに寄せたレビューの中で、初心者向けとはいいがたいところがあるものの、単なる上級者向けというわけでもなく、より遊びやすいようにと用意した要素がプレイヤー層を狭めてしまったのは皮肉であると述べつつも、難しいからこそ面白いとも話している。

### 評価（スパIV 3DE）
| レビュアー     | 点数 |
| -------------- | ---- |
| ローリング内沢 | 9    |
| 戦闘員まるこ   | 8    |
| レオナ海老原   | 9    |
| ウワーマン     | 8    |

ライターの御簾納直彦は、4Gamer.netに寄せた記事の中で、わけもわからず3D機能をオンにしたところ、画面の構図がキャラクターの斜め後ろの視点から描いたものになっていて軽く驚いたと述べつつも、ちゃんと『スパIV』として成立していたのには素直に感心したと締めくくっている。
西川善司は4Gamer.netに寄せた記事の中で、背景の省略などを指摘しつつも、完成度は高いと評価している。
西川はLITEモードのカスタマイズについて、「手に入れた武器を自分の戦略に合わせて装備する」RPGに近いと述べており、普段使わないキャラクターでも、このモードなら興味がわくとしている。